# Кобиляне
Коби́ляне (болг. Кобиляне) — село в Кирджалійській області Болгарії. Входить до складу общини Кирджалі.

## Населення
За даними перепису населення 2011 року у селі проживали 278 осіб, з них 260 осіб (99,6%) — турки.
Розподіл населення за віком у 2011 році:
Динаміка населення: